# Cynoglossus lighti
Cynoglossus lighti är en fiskart som beskrevs av Norman 1925. Cynoglossus lighti ingår i släktet Cynoglossus och familjen Cynoglossidae. Inga underarter finns listade i Catalogue of Life.